# Hit Mania 2015
Hit Mania 2015 è una compilation di artisti vari facente parte della serie Hit Mania uscita in tutti i negozi e nelle edicole il 9 dicembre 2014.
È stata pubblicata sia nella versione a disco doppio (2 CD) composto da Hit Mania 2015 e Hit Mania 2015 Club Version, sia in versione cofanetto a quattro dischi (4 CD), composto, oltre che dalle due citate, anche da STREET ART - Urban Sound vol. 8 by Piotta e NEXT - Social Music App vol. 6.
La compilation è stata mixata dal disc jockey Mauro Miclini di Radio Deejay.
La copertina è stata curata e progettata da Gorial.

## Tracce CD 1 - Hit Mania 2015
1. Spada & Elen Levon – Cool Enough – 3:20
2. Panzer Flower – We are Beautiful (feat. Hubert Tubbs) – 2:57
3. Watermät – Bullit (So Real) – 2:41
4. Ten Ven & Ripley Vs Zebra Katz – Bad Bitch – 2:42
5. Martin Tungevaag – Wicked Wonderland – 2:42
6. Duke Dumont – Won’t Look Back – 3:25
7. Parra for Cuva – Wicked Games (feat. Anna Naklab) (Carl Müren & Etienne Ozborne rmx) – 3:28
8. Ray Charles – Hit the Road Jack (Gary Kaos mix) – 3:15
9. Hardwell – Young Again (feat. Chris Jones) – 3:29
10. Ariana Grande – Break Free (feat. Zedd) – 3:27
11. Goh Vs. Sugarstarr – I Used to Be (feat. Redman & Method Man) – 2:48
12. Zhu (musicista) – Stay Closer – 3:04
13. The Chainsmokers – Kanye (feat. Sirenxx) – 3:42
14. Ellenbeat – Que guapa – 2:51
15. Polina – Breathe (Zeskullz remix radio edit) – 3:45
16. DJane HouseKat – Girls in Luv (feat. Rameez) – 3:10
17. OneRepublic – I Lived – 3:16
18. Maroon 5 – Maps – 3:08
19. The Madden Brothers – We are Done – 3:32
20. Il Pagante – Faccio After – 3:39
21. Sigma – Changing (feat. Paloma Faith) – 3:08
22. Nabiha – Animals – 3:13
23. Naughty Boy – Home (feat. Sam Romans) – 3:22
24. Emma – Se rinasci – 3:48

## Tracce CD 2 - Hit Mania 2015 - Club Version
1. Dj Skipper – Away
2. Firstlight & Simson – Happy End
3. Romay – Talking About
4. Zeroone – Get Ready Get Steady
5. Alex Noiss – Atmosphere
6. Simone di Bella – Saturday Night (feat. Mr. Shammi)
7. Josef Meloni Vs. Tommyland – Sexy Lady
8. Roby Laville – Take Me Away (feat. Niky)
9. Sicilian House – Go Go Go
10. The Houser – I’m Ok
11. Carino Alessandro Vs. Dj Kooker & Cicco Dj – Crazy Horn
12. Rancati – Show Me Who You are (feat. Telli)
13. Claudiano – Touch You (feat. Very Thomson) (Chris Oldman Club V)
14. EVO-K – Call of Ancient Love (feat. San Gemes)
15. Jacopo – On the Dancefloor
16. Firstlight & Simson – Your Love (feat. Zeroone)
17. Jumper Nox – Dunky Funky
18. Andrea Coluzzi – Infinity Love
19. Live – Quema Tu Fuego Conmigo (Romay Remix)
20. Dj Dabion – Go Carry on
21. Miami Vegas & Roby Laville – Let Me Feel Alive
22. Ps Project – The Guardian of Star
23. Jumper Nox – Chasing Stars
24. Fabio Match Vs. Ps Project & Roberto del Cont – Confusion Style

## Tracce CD 3 - Hit Mania 2015 - STREET ART vol. 8 by Piotta
1. DYDO – Lo Confesso A Te
2. DYDO – Anche Se Crolla Il Mondo (feat. La Miss)
3. Palla Da Phella – Scappare Via
4. Palla Da Phella – Toledo
5. Raptor – Una Via D'Uscita
6. Raptor – Amsterdam
7. Chino – Superjam
8. Chino – A Sud Di Nessun Nord
9. Sandro Outwo – Mi Piaci Come Sei (feat. Marvelmex & Manuel Finotti)
10. Sandro Outwo – Pausa (feat. Negrè)
11. 'Ntoni Montano – Cosa Vuoi Insegnarmi (feat. Janahdan & The Face)
12. 'Ntoni Montano – Campari & Gin

## Tracce CD 4 - Hit Mania 2015 - NEXT SOCIAL MUSIC APP vol. 6 (Emergenti)
1. Arima – Don’t Come Here
2. Paolo Cicuta – Maleducato
3. THOC! – First Dance In San Paolo
4. Vivian Darkangel – Rock Dj (feat. Jerry Sound)
5. Alice NPS – Alone
6. Paolo Cicuta – Fatti Dire
7. THOC! – Samba Eiffel Paris
8. Arima – Into The Moon
9. Ray Daniel – Let It Happen
10. Enzo Costa – Che Vita Fantastica
11. Paoletto Castro – Electronic Tea (feat. Valentina Inserra)
12. Simone Silli – Come Sei